# Asteroid Day

Logo

Der Asteroid Day, deutsch: Asteroidentag, auch Internationaler Asteroidentag, ist ein jährlicher Gedenktag, der über Asteroiden, mögliche Risiken und gegebenenfalls Abwehrmaßnahmen informiert. Der Asteroid Day findet am 30. Juni statt, dem Datum, an dem 1908 das sibirische Tunguska-Ereignis stattfand.

## Geschichte

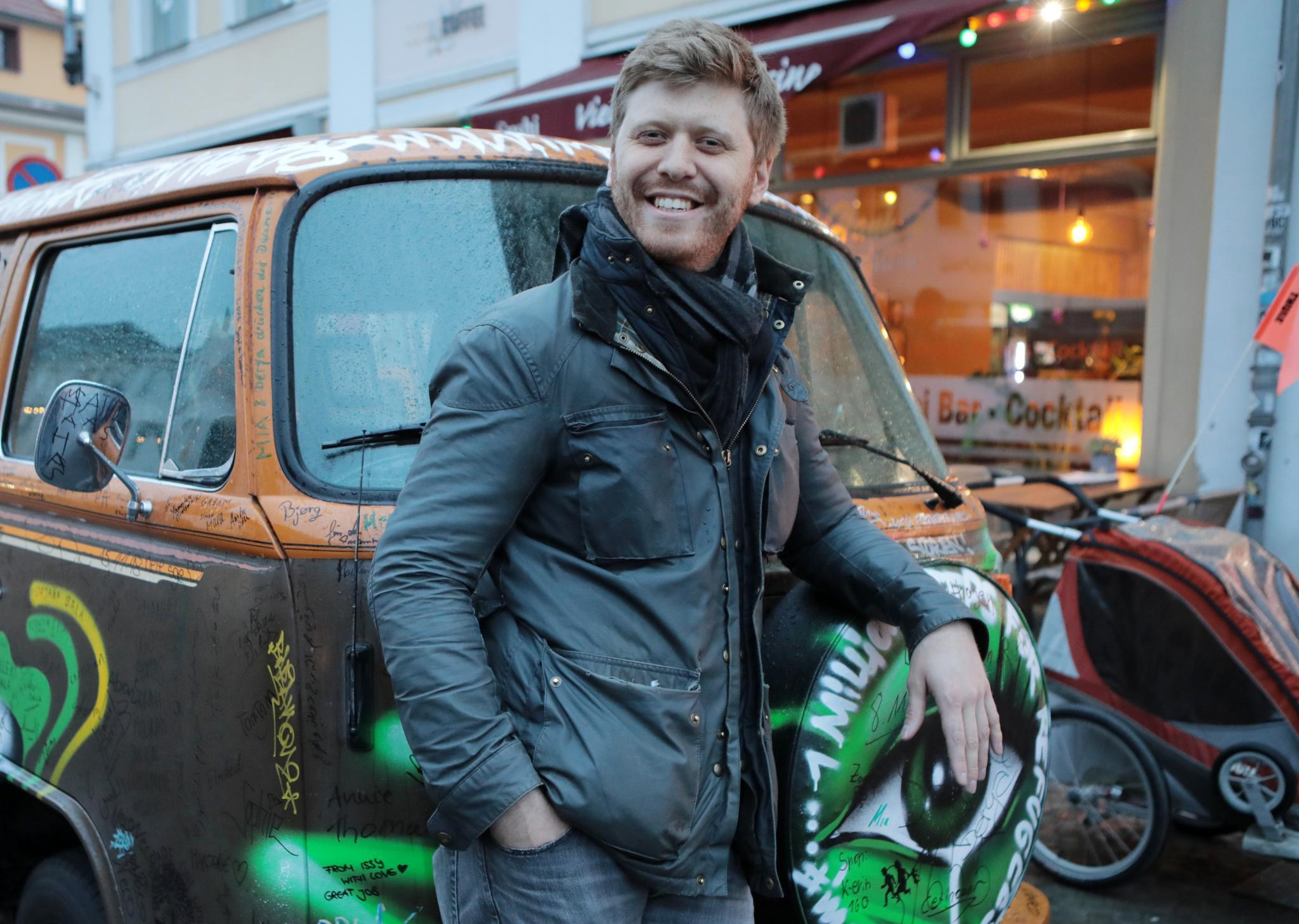
Gegründet wurde der Asteroid Day von Regisseur Grigorij Richters (Bild) und Brian May

Ins Leben gerufen wurde der Asteroid Day von Regisseur Grigorij Richters und Brian May, Gitarrist von Queen und Astrophysiker. Über 100 Astronauten, Wissenschaftler, Ingenieure und Künstler, darunter Richard Dawkins, Bill Nye, Peter Gabriel, Jim Lovell, Alexei Leonow, Bill Anders, Kip Thorne, Lord Martin Rees, Chris Hadfield, Rusty Schweickart und Brian Cox unterschrieben die öffentliche Erklärung des Asteroid Days.
Im Februar 2014 begannen Brian May und Grigorij Richters mit den Arbeiten am Film 51 Degrees North, der Geschichte eines fiktiven Asteroideneinschlages in London und der menschlichen Reaktion auf so ein Ereignis. Brian May komponierte die Musik für den Film. Nachdem der Film auf dem Starmus-Festival 2014 gezeigt worden war, gründeten Richters und May den Asteroid Day im Oktober 2014. Dies wurde am 3. Dezember 2014 auf einer gleichzeitig in London und San Francisco abgehaltenen Pressekonferenz verkündet. Grigorij Richters, Lord Martin Rees und Brian May hielten diese im Science Museum in London, während Ed Lu, Thomas David Jones und Rusty Schweickart die Repräsentanten an der California Academy of Sciences in San Francisco waren. Daher gilt der 3. Dezember 2014 als offizieller Gründungstag des Asteroid Days.
Im Dezember 2016 proklamierte die Generalversammlung der Vereinten Nationen den 30. Juni zum International Asteroid Day.
Im Mai 2018 erhielt der Asteroid (248750) Asteroidday seinen Namen.

## Deklaration
Die Arbeitsgruppe des Asteroid Days erstellte die „100X-Declaration“-Petition, die an alle Wissenschaftler und Ingenieure gerichtet ist und deren Intention es ist, die Erde vor Einschlägen von Asteroiden zu schützen. Nicht nur Spezialisten, sondern alle Menschen sind dazu eingeladen, den Asteroid Day zu unterstützen.
Die drei Hauptziele sind:
1. Anwendung von verfügbaren Technologien durch Regierungen und philanthropische Organisationen, um erdnahe Asteroiden zu entdecken, die den Menschen schaden können.
2. Eine Verhundertfachung der Entdeckungsrate von Asteroiden und eine Mehrung der unter Beobachtung gestellten Asteroiden. Es sollen 100.000 Entdeckungen pro Jahr innerhalb der nächsten 10 Jahre erreicht werden.
3. Globale Annahme des Asteroid Days am 30. Juni jedes Jahres, um das Bewusstsein um die Gefahr durch Asteroiden und die Möglichkeiten des Schutzes zu stärken. Mit der UNO-Deklaration, die den 30. Juni offiziell zum Asteroid Day erklärt hat, wurde dieses Ziel erreicht.[17]

## Asteroid Day 2015
Laut der offiziellen Homepage wurden am 30. Juni 2015 über 90 globale Aktivitäten durchgeführt. 36 Astronauten und Kosmonauten nahmen an Aktivitäten an diesem Tag teil. Das allgemeine Ziel bestand darin, das Bewusstsein über die Gefahren der Asteroiden zu steigern. Institutionen wie zum Beispiel das Naturhistorische Museum in Wien, das American Museum of Natural History in New York, die California Academy of Sciences in San Francisco, das Science Museum in London, das SETI-Institut, die European Space Agency, die UK Space Agency und viele weitere Veranstalter starteten den ersten offiziellen Asteroid Day am 30. Juni 2015.

## Asteroid Day 2016
Auf der offiziellen Homepage waren als offizielle Premier Events für den 30. Juni 2016 sechs Veranstaltungen angeführt: in Chile (im The Millennium Center), in Spanien (in Barcelona und in Arona auf Teneriffa), in den USA (in San Francisco), in Südkorea (in Gwacheon) und in Österreich (im Naturhistorischen Museum in Wien). Daneben fanden weltweit zahlreiche weitere Veranstaltungen statt.

## Asteroid Day 2017
ESA, NASA und JAXA beteiligten sich offiziell. Highlight war die erste weltweite, 24-stündige Liveübertragung zur Thematik Asteroiden und zu der damit verbundenen Gefahr. Weltweit fanden zum Beispiel Ausstellungen, Vorlesungen, Filmaufführungen und geführte Himmelsbeobachtungen statt. Eine interaktive Weltkarte auf der Organisations-Website führte alle Veranstaltungen auf.

## Asteroid Day 2018
Wie im Jahr 2017 gab es auch vom 28. bis zum 30. Juni über 2000 Haupt- sowie kleinere Nebenveranstaltungen. Begleitet wurden diese wieder durch einen Livestream, genannt Asteroid Day LIVE. Dieser war 2018 mit 48 Stunden sogar noch länger als im Jahr zuvor und wurde von Brian Cox gehostet. Wie in den vergangenen Jahren unterstützte die ESA auch 2018 die Veranstaltungen zum Asteroid Day. Am Freitag, den 29. Juni, nahmen hochrangige ESA-Manager, darunter Generaldirektor Jan Wörner, Experten für Asteroidenmissionen und ESA-Astronaut Matthias Maurer, an der Eröffnung aus Luxemburg teil. Ein Höhepunkt war außerdem eine Sondervorführung Science-Fiction-Film 51 Degrees North im Livestream.

## Asteroid Day 2019
ADx19: Asteroid Day Global war die Bezeichnung für lokale Veranstaltungen rund um den Erdball, unter anderem in Israel, Marokko, Griechenland, Litauen und Finnland.
Zum Asteroid Day 2019 gab es ein Technical Briefing, ADLive!, eine sechsstündigen Liveübertragung auf YouTube sowie eine sogenannte „Asteroid Gala“ mit rund 200 Gästen.

## Asteroid Day 2025
Laut der offiziellen Website wird am 30. Juni 2025 das zehnte Jubiläum begangen. Im Zentrum stehen Festivitäten, die in Luxemburg stattfinden und die bereits Tage zuvor, am 26. Juni, begonnen hatten.